# Iris Guerra
Iris Yazminhe Guerra Rivera (Santa Ana, 17 de junio de 1996) es una modelo y reina de belleza salvadoreña ganadora del Reinado Internacional del Café 2020.

## Biografía
Iris Guerra nació en Santa Ana, el 17 de junio de 1994. Es egresada de la Universidad Católica de El Salvador como Licenciada en Administración de Empresas. Actualmente, se desempeña como modelo y administradora de empresas y representará a El Salvador en Miss Internacional 2021 en Japón.

## Concursos de belleza

### Reina de las Fiestas Patronales de Santa Ana 2016
Iris Guerra participó en el certamen de belleza Reina de las Fiestas Patronales de Santa Ana 2016 que se realizó en su ciudad natal Santa Ana, en donde al final se proclamó ganadora de dicho certamen.

### Miss Costa Maya Internacional 2017
Iris Guerra participó en el certamen de belleza Miss Costa Maya Internacional 2017 que se realizó en San Pedro, Belice, en donde al final no logró clasificar.

### Reinado internacional del Café 2020
Iris Guerra representó a El Salvador en el Reinado Internacional del Café 2020 donde quedó coronada oficialmente como Reina Internacional del Café 2020, convirtiéndose así en la primera salvadoreña en ganar dicho certamen.